# 羅城高原鰍
羅城高原鰍（學名：Triplophysa luochengensis）為輻鰭魚綱鯉形目條鰍科高原鰍屬的其中一種。分布於亞洲中國廣西壯族自治區紅水河流域，體長可達4.8公分，棲息在溪流底層水域，生活習性不明。
其种加词“luochengensis”意为“广西罗城的”。因采自广西罗城而得名。 